# Kostel svatého Mikuláše (Nedvědice)
Kostel svatého Mikuláše, s přilehlým hřbitovem s ohradní zdí, v Nedvědicích, okres Tábor, je kulturní památka České republiky. Je filiálním kostelem římskokatolické farnosti Soběslav.

## Popis kostela
Kostel je raně gotická stavba z 13. století. První přestavba proběhla koncem 15. století, druhá přestavba (v barokním stylu) pak proběhla koncem 18. století. Kostel má jednu chrámovou loď. Kněžiště je pravoúhlé (s opěráky); má dvě pole křížové klenby. Zděná kruchta je podklenuta (rovněž s dvěma poli křížové klenby) Na severní straně kostela je přístavek.
Zařízení kostela (oltáře a kazatelna) pochází z 2. poloviny 17. století. Varhany pocházejí z roku 1874. Vyrobil je sušický varhanář Jan Fišpera.